# Podalonia ebenina
Podalonia ebenina är en biart som först beskrevs av Maximilian Spinola 1839.  Podalonia ebenina ingår i släktet Podalonia och familjen grävsteklar. Inga underarter finns listade i Catalogue of Life.